# Chi Chuột nhảy hai chân nhỏ
Chi Chuột nhảy hai chân nhỏ (tên khoa học Microdipodops) là một chi thuộc phân họ Chuột nhảy hai chân và họ Chuột bìu má. Các thành viên của chi này là loài bản địa của miền Tây Nam Hoa Kỳ, chủ yếu là ở bang Nevada. Mặc dù là "dân địa phương" tại các vùng hoang mạc đặc trưng của bang này, chúng cũng xuất hiện khá nhiều tại các vùng rừng và đồng cỏ của bang Missouri và Pennsylvania. Cái tên "chuột nhảy hai chân" cho thấy loài này di chuyển bằng hai chi sau rất khỏe và có khả năng nhảy cực tốt như loài chuột túi kangaroo.

## Các loài
Chi này bao gồm hai loài
- Microdipodops megacephalus: Chuột nhảy hai chân nhỏ lông sậm
- Microdipodops pallidus: Chuột nhảy hai chân nhỏ lông nhạt

Cả hai loài chuột này sống chủ yếu tại các hệ sinh thái sa mạc, nguồn thức ăn của chúng là các hạt cây và rau quả tại những vùng cây bụi ở nơi chúng sinh sống. Chuột nhảy hai chân nhỏ lông sậm cũng ăn thịt các loài côn trùng cũng như ăn xác chết. Chuột nhảy hai chân nhỏ không bao giờ uống nước, thay vào đó chúng tận dụng phần nước của thức ăn. Thức ăn sau khi lấy được thường được đem cất giữ ở các hang đào có chiều dài 1-2,5 mét (3–8 foot). Các hang đào cũng có đủ chỗ cho 2-7 con non trú ẩn. Chuột nhảy hai chân nhỏ lông nhạt chỉ đào hang ở vùng đất cát mịn, trong khi, đồng hương lông sậm ưa các đất sỏi mịn nhưng cũng có thể đào hang ở vùng đất cát. Các thành viên của chi Chuột nhảy hai chân nhỏ là động vật ăn đêm, chúng hoạt động tích cực nhất vào khoảng thời gian hai giờ kể từ khi mặt trời lặn. Chúng cũng được cho là có tập tính ngủ đông.
Chuột nhảy hai chân nhỏ có mối quan hệ di truyền khá gần gũi với các loài chuột nhảy hai chân, tức chi Chuột nhảy hai chân (Dipodomys). Cả hai chi này đều là thành viên của Phân họ Chuột nhảy hai chân (Dipodomyinae).